# Ręka na pulsie
Ręka na pulsie – debiutancki minialbum polskiego rapera Gedza. Wydawnictwo ukazało się 3 marca 2012 roku nakładem wytwórni muzycznej High Time. Produkcji nagrań podjęli się Tyno, Przemek Selekta, Zbylu, Henson oraz Salvar. Z kolei wśród gości znaleźli się 2sty, Danny, Defs, Feto, Joda, Pióro, Akcja Spontan oraz Gruby Mielzky.

## Lista utworów
Opracowano na podstawie materiału źródłowego.
1. „Ruszyła maszyna” (gościnnie: 2sty, produkcja: Tyno) – 3:33
2. „Nie od wczoraj” (gościnnie: Danny, produkcja: Przemek Selekta) – 4:01
3. „Lęki” (gościnnie: Defs, Feto, Joda, Pióro, produkcja: Zbylu) – 4:17
4. „Chorągiewki na wietrze” (gościnnie: Akcja Spontan, produkcja: Henson) – 4:31
5. „Mówisz mi jak mam żyć” (gościnnie: Feto, produkcja: Henson) – 3:16
6. „Gucci Gucci” (gościnnie: Joda) – 3:10
7. „Pyk 3” (gościnnie: 2sty, Gruby Mielzky, remiks: Zbylu) – 3:12
8. „Mówisz mi jak mam żyć” (gościnnie: Feto, produkcja: Salvar) – 3:31